# Список населённых пунктов Переславского района
Список населённых пунктов Переславского района Ярославской области России.
Административный центр — Переславль-Залесский.
| # А Б В Г Д Е Ё Ж З И К Л М Н О П Р С Т У Ф Х Ц Ч Ш Щ Э Ю Я |

## А
- Акулово — деревня
- Алексино — село
- Алферьево — село
- Ананкино — деревня
- Ананьино — деревня
- Андреевское — деревня
- Андрианово — село
- Аниково — деревня
- Антуфьево — деревня
- Архангельское — село
- Афанасово — деревня
- Афонино — деревня

## Б
- Багримово — село
- Бакшеево — деревня
- Бектышево — село
- Бережки — деревня
- Березники — деревня
- Берендеево — посёлок
- Бибирево — село
- Богородское — деревня
- Боготово — деревня
- Болшево — деревня
- Большая Брембола — село
- Большие Сокольники — деревня
- Большое Пальцино — деревня
- Боняково — деревня
- Борисово — деревня
- Борисоглебская Слобода — деревня
- Боронуково — деревня
- Ботогово — деревня
- Брынчаги — село
- Будовское — село
- Бурцево — деревня
- Бутаково — деревня

## В
- Василёво — деревня
- Василисино — деревня
- Вашка — село
- Вашутино — деревня
- Вёска (Рязанцевский сельский округ) — деревня
- Вёска (Скоблевский сельский округ) — деревня
- Вёска — село
- Веслево — деревня
- Веськово — село
- Вехово — деревня
- Вилино — деревня
- Внуково — деревня
- Воронкино — деревня
- Вороново — деревня
- Воронцово — село
- Воскресенка — деревня
- Воскресенское — деревня
- Выползова Слободка — село
- Выползово — деревня
- Высоково — деревня
- Высокуша — деревня

## Г
- Гаврилково — деревня
- Гагаринская Новосёлка — село
- Глебовское — село
- Говырино — местечко
- Головино — деревня
- Головинское — деревня
- Голопёрово — село
- Гора-Новосёлка — село
- Горбаново — деревня
- Горбанцево — деревня
- Горицы — деревня
- Горки — деревня
- Горки — деревня
- Городище — деревня
- Городищи — село
- Горохово — деревня
- Грачковская Слобода — деревня
- Григорово — деревня в Нагорьевском сельском поселении Переславского района.
- Григорово — деревня в Пригородном сельском поселении Переславского района.
- Гулино — деревня

## Д
- Давыдово — село
- Даратники — деревня
- Деревково — деревня
- Дмитриевское — село
- Добрилово — село
- Долгово — деревня
- Дреплево — деревня
- Дубки — посёлок
- Дубнево — деревня
- Дубовицы — деревня
- Дубровицы — село
- Дядькино — деревня

## Е
- Евсеево — деревня
- Евстигнеево — деревня
- Елизарка — деревня
- Елизарово — село
- Елпатьево — село
- Ермово — село
- Ермолино — деревня
- Ершово — деревня
- Есипово — деревня
- Ефимьево — село

## Ж
- Жданово — деревня
- Желтиково — деревня
- Жупеево — деревня

## З
- Забелино — деревня
- Загорье — село
- Загорье — деревня
- Захарово — деревня

## И
- Иванисово — село
- Ивановское — посёлок
- Ивановское — село
- Иванцево — деревня
- Ивкино — деревня
- Измайлово — деревня
- Икрино — деревня
- Ильинка — деревня
- Ильинское — село
- Исаково — деревня

## К
- Кабанское — деревня
- Калинкино — деревня
- Калистово — деревня
- Камышево — деревня
- Кисьма — деревня
- Киучер — деревня
- Кичибухино — деревня
- Кишкино — деревня
- Климово — деревня
- Клины — деревня
- Княжево — деревня
- Колокарёво — деревня
- Конюцкое — деревня
- Копнино — село
- Коргашино — деревня
- Кормолиха — деревня
- Коробово — деревня
- Коровино — деревня
- Коротково — деревня
- Корсаково — деревня
- Кошелево — деревня
- Красная Деревня — деревня
- Красногор — деревня
- Красногорский — посёлок
- Красное — село
- Криушкино — деревня
- Кружково — деревня
- Кубринск — посёлок
- Кудрино — деревня
- Кулаково — деревня
- Купанское — посёлок
- Купань — село
- Куряниново — деревня
- Кухмарь — местечко

## Л
- Лаврово — деревня
- Леонтьево — деревня
- Липовцы — деревня
- Лисавы — деревня
- Лихарево — деревня
- Лосниково — деревня
- Лось — посёлок
- Луговая Слобода — деревня
- Лунино — деревня
- Лучинское — село, Нагорьевское сельское поселение.
- Лучинское — село, Рязанцевское сельское поселение.
- Лытково — деревня
- Лыченцы — село
- Любимцево — деревня

## М
- Малая Брембола — село
- Малое Ильинское — село
- Малое Пальцино — деревня
- Маншино — деревня
- Маринкино — деревня
- Мартынка — деревня
- Матвеевка — деревня
- Маурино — деревня
- Меленки — деревня
- Мериново — деревня
- Местилово — деревня
- Мечка — место
- Микляево — деревня
- Милитино — деревня
- Милославка — деревня
- Михалёво — село
- Михальцево — деревня
- Михеево — деревня
- Мишутино — деревня
- Мшарово — посёлок
- Мясищево — деревня
- Мясоедово — деревня

## Н
- Нагорье — село
- Насакино — село
- Нелидово — деревня
- Нестерово — деревня
- Нестерово — село
- Нечаевка — деревня
- Никитская Слобода — село
- Никольское — деревня
- Никулинка — деревня
- Никульское — село
- Нила — село
- Новая — деревня
- Новинцы — деревня
- Ново-Беклемишево — деревня
- Новоалексеевка — село
- Новое — село
- Новое Волино — деревня
- Новое Селезнево — деревня
- Новоселка — деревня
- Новоселье — село

## О
- Огорельцево — деревня
- Одерихино — деревня
- Осурово — деревня
- Охотино — деревня

## П
- Панское — деревня
- Паньково — деревня
- Первушино — посёлок
- Перелески — деревня
- Перцево — село
- Пески — деревня
- Петрилово — деревня
- Петрищево — село
- Петровское — село
- Петухово — деревня
- Пешково — деревня
- Плечево — деревня
- Погост — деревня
- Подберезье — деревня
- Подраменье — деревня
- Пожарское — село
- Половецкое — деревня
- Половецкое — село
- Пономарёвка — деревня
- Поповское — деревня
- Потанино — деревня
- Починки — деревня
- Приозерный — посёлок
- Пылайха — деревня

## Р
- Рахманово — село
- Релинский — посёлок
- Рогозинино — село
- Родионово — деревня
- Родионцево — деревня
- Рождествено — село
- Рокша — посёлок при станции
- Романка — деревня
- Романово — село
- Романово — село
- Ростиново — деревня
- Рушиново — деревня
- Рыково — деревня
- Рязанцево — посёлок

## С
- Савельево — деревня
- Самарово — пустошь
- Сараево — деревня
- Сарево — деревня
- Свечино — деревня
- Свободное — село, ныне переименовано в Николо-Царевна
- Святово — село
- Семендяйка — село
- Семёновка — деревня
- Сидорково — деревня
- Ситницы — деревня
- Скоблево — село
- Скоморохово — деревня
- Скрипицино — деревня
- Скулино — деревня
- Славитино — село
- Слепцово — деревня
- Слободка — деревня
- Смоленское — село
- Соболево — деревня
- Соловеново — деревня
- Соломидино — село
- Сольба — местечко
- Спасское — село
- Стаищи — деревня
- Старово — деревня
- Старое Волино — деревня
- Старое Селезнево — деревня
- Степанцево — деревня
- Студенец — деревня

## Т
- Талицы — село
- Тараскино — деревня
- Тархов Холм — деревня
- Твердилково — село
- Торчиново — деревня
- Тощебылово — деревня
- Троицкая Слобода — село
- Троицкое — деревня
- Троицкое (Великий двор) — село
- Тукаленка — деревня

## Ф
- Фалелеево — село
- Фалисово — деревня
- Федосово — деревня
- Филимоново — село
- Филипповское — село
- Фомино — деревня
- Фонинское — деревня

## Х
- Хватково — деревня
- Хмельники — деревня
- Хмельники — село
- Хороброво — деревня

## Ч
- Чашницы — деревня
- Ченцы — деревня в Глебовском сельском округе Пригородного сельского поселения Переславского района.
- Ченцы — деревня в Лыченском сельском округе Пригородного сельского поселения Переславского района.
- Чернево — деревня
- Чильчаги — деревня

## Ш
- Шапошницы — деревня
- Ширяйка — деревня
- Шушково — деревня
- Шушково — посёлок при станции

## Щ
- Щелканка — деревня
- Щелканово — посёлок
- Щербинино — деревня

## Ю
- Юрино — деревня

## Я
- Ягренево — село
- Ям — село
- Яропольцы — деревня